# Callophrys henrici
Callophrys henrici ist ein Schmetterling (Tagfalter) aus der Familie der Bläulinge (Lycaenidae) und der Untergattung Incisalia.

## Beschreibung

### Falter
Die Flügelspannweite der Falter beträgt 25 bis 32 Millimeter. Auf der Oberseite sind alle Flügel nahezu zeichnungslos braun, zuweilen leicht rötlich überstäubt. Die Unterseite der Flügel ist in zwei verschieden farbige Bereiche unterteilt; in eine hellbraune Postdiskal- sowie Submarginalregion und eine rotbraune bis schwarzbraune Diskal- und Basalregion. Die Bereiche werden teilweise von einer weißen Linie voneinander getrennt. Auf der Hinterflügelunterseite ist außerdem in der Mitte eine nach außen gerichtete starke Ausbuchtung erkennbar. Oberhalb des Tornus befindet sich ein sehr kurzer Zipfel. Die Fühler sind abwechselnd schwarz und weiß geringelt und an der kolbenförmigen Spitze gelblich gefärbt.

### Ei
Die blass grünen Eier sind mit vielen weißlichen Längsrippen überzogen. Sie werden einzeln an den Nahrungspflanzen abgelegt.

### Raupe
Ausgewachsene Raupen sind kurz und angenähert asselförmig. Sie haben eine grünliche Grundfärbung mit einigen Erhebungen auf dem Rücken und sind mit hellen, nach hinten gerichteten Querstreifen versehen. Unmittelbar vor der Verpuppung nehmen sie eine rotbraune Farbe an.

### Ähnliche Arten
Die ähnlichen Arten Callophrys augustinus und Callophrys polios zeigen auf der Flügelunterseite dunklere und kontrastärmere Zeichnungselemente. Callophrys irus unterscheidet sich durch ein stumpfes Schwänzchen an den Hinterflügeln.

## Verbreitung und Lebensraum

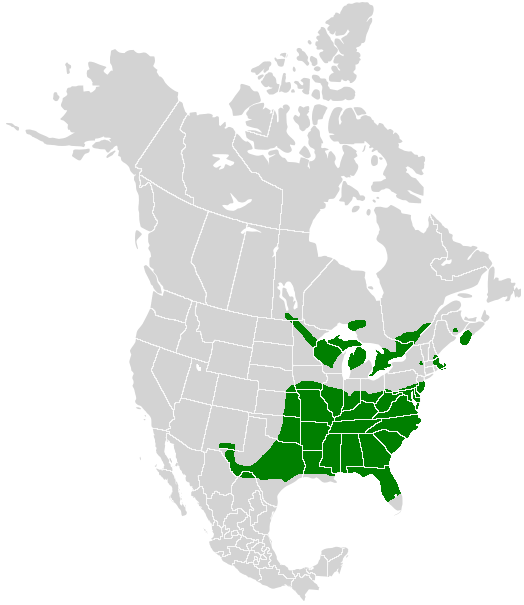
Verbreitungsgebiet

Callophrys henrici kommt im Süden der kanadischen Provinzen Manitoba, Ontario, Québec, New Brunswick und Nova Scotia sowie weiter südöstlich teilweise lückenhaft in den USA bis Florida und Texas vor. Die Art lebt bevorzugt in trockenen, offenen Waldlandschaften.

## Lebensweise
Die Falter bilden eine Generation pro Jahr aus, die im Norden im Mai und Juni sowie im Süden im März und April anzutreffen ist. Sie besuchen zur Nektaraufnahme verschiedene Blüten und saugen zur Aufnahme von Flüssigkeit und Mineralstoffen auch gerne an feuchten Erdstellen. Als Nahrungspflanzen der Raupen wird eine Vielzahl unterschiedlichster Arten genannt, beispielsweise: Calia secundiflora, Cercis canadensis, Diospyros texana, Gaylussacia baccata, Ilex cassine, Ilex opaca, Ilex vomitoria, Lupinus texensis, Prunus americana, Prunus pensylvanica, Prunus serotina, Vaccinium corymbosum, Vaccinium pallidum und Vaccinium vacillans. Die Puppen überwintern.

## Unterarten
Neben der Nominatform Callophrys henrici henrici sind folgende Unterarten bekannt:
- Callophrys henrici margaretae in Florida
- Callophrys henrici solatus in Texas
- Callophrys henrici turneri in Kansas
- Callophrys henrici viridissima in North Carolina
- Callophrys henrici yahwehus in South Carolina